# Isaac Peral (S-81)
El Isaac Peral (S-81) es un submarino (SSK-AIP) de la clase S-80 perteneciente a la Armada española, construido por Navantia en Cartagena (España). Se trata del cuarto submarino de la Armada en portar el nombre Isaac Peral.
La ceremonia de amadrinamiento del buque se celebró el 22 de abril de 2021 a cargo de la princesa Leonor y fue puesto a flote el 7 de mayo de 2021. Las pruebas de puerto y mar se realizaron durante el año 2022. Fue entregado a la Armada el 30 de noviembre de 2023  y su entrada en el servicio activo se esperaba para finales del 2024 o el 2025. 

## Diseño
El Isaac Peral es el primero de los cuatro submarinos de propulsión de nueva tecnología,  perteneciente a la clase S-80 encargados a Navantia por la Armada Española. En su primera parada técnica (año 2029/30) se le dotará del sistema AIP, desarrollado por la empresa Abengoa Innovación S.A, empresa que forma parte de Abengoa.

## Construcción

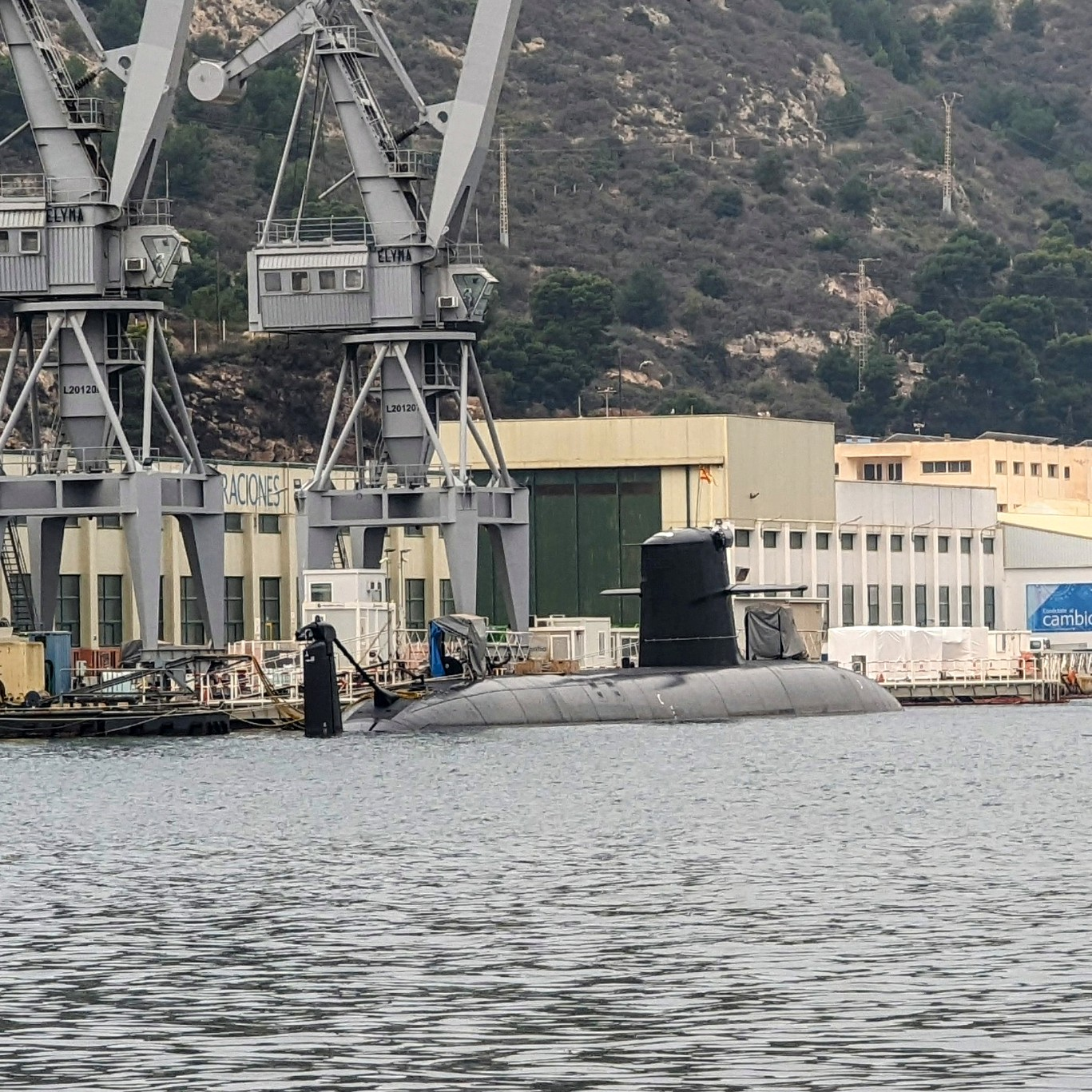
Submarino S-81 Isaac Peral en el puerto de Cartagena.

Su construcción se inició en 2005, finalizando la construcción del casco resistente el 15 de octubre de 2010. El 29 de marzo de 2011, Navantia recibió la vela del submarino, y el 11 de abril, la pila de combustible.
El 13 de enero de 2012, se aprobaron los nombres de los cuatro buques de su clase, publicándose estos en el Boletín Oficial de Defensa (BOD) del 30 de enero de 2012, y correspondiéndole al cabeza de la clase el nombre de Isaac Peral, convirtiéndose en el cuarto submarino de la Armada española en portar el citado nombre para honrar la memoria del teniente de navío Isaac Peral.
En febrero de 2012, Navantia recibió el motor eléctrico principal, que fue embarcado en el submarino el 15 de febrero de 2012y el 14 de junio de 2012 se finalizó la unión de las dos secciones de popa. En julio, se comenzaron a unir las secciones ya unidas 1 y 2, con la sección número 3.
En mayo de 2013, se conoció que el proyecto sufriría un nuevo retraso aún por cuantificar, debido al aumento de peso del buque, que haría que tuviese que aumentar su eslora. La Armada confirmó dicho retraso, pero lo enmarcó dentro de la normalidad que implica la complejidad del proyecto.En las siguientes dos semanas del mismo mes, se confirmaron los problemas de flotabilidad del buque; Defensa aseguró que "se está estudiando el alcance del problema para determinar su impacto en términos de tiempo y dinero", pero no quiso pronunciarse, alegando que "se barajan distintas alternativas", mientras que el astillero, Navantia, confirma un retraso de entre 12 a 24 meses. Una de las soluciones barajadas que se dio a conocer fue la necesidad de alargar el buque hasta los 81 metros de eslora del submarino.
El suceso estuvo a punto de llegar en forma de parodia al Congreso de los Diputados cuando el 15 de mayo, el diputado de Izquierda Unida Gaspar Llamazares, intentó preguntar a la sala «Si el submarino S-80 está bien de color pero no flota ¿Acabará en el fondo del mar, matarile, rile, rile?» o «¿Podría el Gobierno regalárselo al enemigo, para que así podamos ganarle la próxima guerra?» haciendo referencia a uno de los célebres monólogos del difunto Miguel Gila.
Pedro Argüelles, secretario de Estado de Defensa, indicó el 31 de julio que tras confirmarse por Electric Boat el diagnóstico de la armada con respecto al problema de sobrepeso surgido durante la construcción del S-81, la solución era alargar el casco, y que dado el estado de avance del S-81, al ser el más complicado de arreglar, pasaría a ser el último en solucionarse y entregarse a partir de 2020, mientras que el S-82, que pasaría a ser el primero en entrar en servicio, y se entregaría a la armada partir de 2022.
El 5 de abril de 2016 el Ministerio de Defensa y Navantia emitieron sendos comunicados anunciando que se había finalizado la ampliación del casco, y de nuevo, volvió a estar previsto que fuera el primero de los buques de la clase en ser terminados.
En octubre de 2016 concluyó el alargamiento de las secciones, y comenzó la fase de armamento y la unificación de los distintos sistemas del submarino. En noviembre de 2019 se realizó el acto de unión de todas las partes y secciones del buque, iniciándose con ello el proceso final de botadura y entrega oficial. Todo un logro y un esperado acontecimiento, después de muchas dificultades y retrasos.

El 1 de marzo de 2021, tomó formalmente posesión del submarino en el astillero de Cartagena la dotación de quilla del submarino, con su primer comandante, el capitán de corbeta Manuel Corral al frente junto a su dotación de quilla. El 22 de abril de 2021 se llevó a cabo la ceremonia de amadrinamiento a flote presidida por el rey Felipe VI y, en el cual, la princesa de Asturias, Leonor de Borbón, amadrinó el barco. El jueves 28 de abril de 2021 comenzó el traslado del submarino al dique flotante en el cual estaba previsto que se realizar la flotadura a lo largo del 29 de abril, aunque debido al mal tiempo y fuerte viento, fue preciso aplazarla al menos una semana, quedando fijada para el viernes 7 de mayo, día en el cual, el submarino fue puesto a flote mediante un dique flotante, y comenzó su fase de pruebas a flote.
En 2022 comenzó las pruebas de puerto y pruebas de mar y la fase final de pruebas. Tras meses de retraso logró realizar su primera inmersión estática y entró en servicio el 30 de noviembre de 2023.

## Historial operativo

El S-81 Isaac Peral en 2024.

Entró en servicio activo el 30 de noviembre de 2023, tras su entrega a la Armada.

### Buques de la clase
- Narciso Monturiol (S-82)
- Cosme García (S-83)
- Mateo García de los Reyes (S-84)

### Buques similares
- Clase U-212
- Clase Scorpène
- Clase Amur
- Clase Gotland

### Secuencias de designación
...→ Clase Delfín → Clase Galerna → Clase S-80

### Listas relacionadas
Submarinos de la Armada Española